# Yuriorkis Gamboa
Yuriorkis Gamboa Toledano (Guantánamo, Cuba, 23 de diciembre de 1981) es un boxeador profesional 4 veces campeón del mundo en 3 divisiones distintas 126 lb WBA Y IBF 130 lb WBA y 135 lb WBA ,como aficionado fue campeón nacional 4 veces en tres divisiones distinta 48 kg año 2000 51kg 2003 y  2004  57 kg 2006 campeón en los panamericanos 2003 51 kg . Campeón en los Juegos Olímpicos de Atenas 2004 en la división 51 kg  Campeón en la copa del mundo por equipos 2005 y 2006 57kg

## Biografía

### Aficionado
- Cuatro veces campeón nacional de Cuba.
- Medalla de oro en los Juegos Panamericanos de 2003.
- Medalla de oro en los Juegos Olímpicos de Atenas 2004.
- Medalla de bronce en el Campeonato del Mundo de Boxeo de 2005.
- Medalla de bronce en los Juegos de América Central y el Caribe en 2006.
- Mundial 2006 campeón de la Copa.

Resultados Juegos Olímpicos de Atenas 2004: 
- Ronda de 32 - Derrota a Igor Samoilenco de Moldavia - PTS (46-33)
- Ronda de 16 - Derrota a Jongjohor Somjit de Tailandia - PTS (26-21)
- Cuartos de final - Derrota a Georgy Balakshin de Rusia - PTS (26-18)
- Semifinales - Derrota a Rahimov Rustamhodza de Alemania - PTS (20-11)
- Medalla de Oro - Derrota a Jérôme Thomas de Francia - PTS (38-23)

### Deserción
Si bien la capacitación en Venezuela, Gamboa, junto con sus compañeros cubanos Odlanier Solís y Yan Barthelemy escapado del campamento y encontró su camino a Colombia y, finalmente, a Alemania, donde solicitaron visas para ingresar a los Estados Unidos. Antes de desertar, confesó que había vendido su medalla de oro olímpica para mantener a su familia.

### Carrera profesional
Gamboa hizo su debut en el boxeo profesional el 27 de abril de 2007, en Hamburgo, Alemania en contra de Alexander Manvelyan. Gamboa puso a Manvelyan en la lona en el tercer asalto y golpearon a su enemigo a través de la lucha por la victoria por decisión unánime. Dos meses más tarde, derrotó a Araik Sachbazjan por nocaut técnico en la cuarta ronda. Después de ganar sus próximas cuatro peleas, Gamboa hizo su debut en Estados Unidos el 30 de octubre de 2007, en el Seminole Hard Rock Hotel y Casino en Hollywood, Florida contra Adailton De Jesús. Ya a mediados de la primera ronda, De Jesús cayó tras un solo y certero golpe en cross de Gamboa. Una hoja de Gamboa en la cuarta ronda se descartó una caída por el árbitro. la presión incesante de Gamboa forzó una parada en la sexta y última ronda. 
Gamboa peleó Gilberto Luque el 5 de enero de 2008, en el Hotel & Casino Bally's en Atlantic City, Nueva Jersey. Gamboa envió a su oponente a la lona a menos de 30 segundos en la primera ronda con la mano izquierda. Después de dos caídas más que el árbitro detuvo la pelea. [5] El 22 de febrero de 2008 en Fort Lauderdale, Florida, hizo su debut en la televisión estadounidense contra Johnnie Edwards. Gamboa noqueó Edwards en los primeros 30 segundos de la pelea después de conectar con la mano izquierda a la cabeza. Edwards se levantó, pero se encontró con golpes de la izquierda de Gamboa que termina con las dos manos consecutivas derecho que golpeó Edwards fuera de servicio por la segunda y última vez que el árbitro se mudó y se detuvo la pelea en la primera ronda y ganó el título vacante súper pluma de la NABF .
El 17 de mayo de 2008, en el Star Arena de Buffalo Bill en Primm, Nevada, Gamboa peleó Darling Jiménez. Gamboa comenzó bien en las tres primeras rondas de la pelea, un enjambre Jiménez y golpearlo con golpes una y otra vez. Gamboa miró nervioso en la cuarta ronda y comenzó a mostrar signos de fatiga. Se levantó descuidado y fue derribado por una mano derecha detrás de la oreja de Jiménez. Gamboa se levantó y terminó la pelea fuerte, ganando por decisión unánime y reclamando el título vacante del CMB International Super título de peso pluma. Después de la pelea, el promotor de Gamboa, Ahmet Öner despidió a su entrenador Osmiri Fernández, reemplazándolo por Ismeal Salas. 
En 18 de julio de 2008, bajando a peso pluma, Gamboa obtuvo una victoria técnica nocaut en el primer asalto sobre Al Seeger para ganar el título vacante de la OMB peso pluma de la NABO título en una pelea que tuvo lugar en el Star Arena de Buffalo Bill en Primm, Nevada. Un gancho de izquierda al cuerpo creado una mano derecha que aterrizó en el rostro de Seeger, lo que le causó el colapso hacia atrás planos sobre el lienzo. El árbitro pasó por encima de Seeger, sin tomarse la molestia de contar, oficialmente detener el combate. 
El 5 de octubre de 2008, Gamboa dio un paso en la clase, una vez más, y lucharon Marcos Ramírez, un peso pluma de Kansas City goza de una invicto 25-0 registro en Temecula, California. Gamboa exhibió velocidad de la mano increíble y puñetazos combinación rápida en la primera ronda antes de que se abandonó por lo que se reveló como un codazo en el mentón por Ramírez. Gamboa rápidamente se puso en pie y se reanuda la lucha hasta que sonó la campana para indicar el final de la ronda. En el segundo asalto, Gamboa tomó donde él lo dejó y llamó Ramírez abajo con un rápido uppercut derecho, seguida de otra combinación. Ramírez que el árbitro administrar la cuenta de ocho antes de subir a sus pies. Gamboa luego terminó la lucha por presionar a Ramírez en las cuerdas y el aterrizaje de un gancho de izquierda al cuerpo, seguido de un uppercut de derecha a la mandíbula. El árbitro detuvo la pelea, aunque parecía que su cuenta era demasiado rápida y Ramírez estaba de vuelta en sus pies por la cuenta de diez. Con el récord de victorias Gamboa mejoró a 12-0 (10 KOs). 
Próxima pelea Gamboa se llevó a cabo en el Star Arena de Buffalo Bill en Primm, Nevada, el 9 de enero de 2009 contra Roger González. Gamboa utilizan combinaciones rápidas desde el comienzo de la tercera ronda de atacar sin descanso González. Gamboa comenzó su asalto después de ir abajo durante la segunda ronda, después de absorber la mano derecha disimulado por González. [Investigación original?] El árbitro detuvo la pelea de un solo lado con 48 segundos restantes después de que González sufrió una andanada de golpes en la cabeza. Gamboa llevó 89-82 el cuadro de mandos de un juez y 89-83 en las tarjetas de los otros dos jueces a través de nueve rondas. 
El 20 de febrero de 2009, Gamboa peleó Walter Estrada en el Centro de la Universidad de Nova Southeastern University. Gamboa noqueó a Estrada con un gancho de izquierda al cuerpo seguido de un derechazo a la cara 25 segundos en la lucha. El 17 de abril de 2009 Gamboa parado de José Rojas por nocaut técnico en 10 asaltos para ganar el título interino de peso pluma AMB. El 10 de octubre de 2009 Gamboa dejó de Whyber García en el cuarto asalto para ganar el título de la AMB peso pluma .
El 23 de enero de 2010, en el Teatro WaMu en el Madison Square Garden de Nueva York, la AMB "regular" campeón de peso pluma Yuriorkis Gamboa (17-0, 15 nocauts) destruyó Rogers Mtagwa (26-14-2, 18KOs) en dos rondas. Gamboa tuvo una ronda de dominar primero. Le zumbaban los tiempos Mtagwa varios desde varios ángulos y anotó una caída de los últimos diez segundos con un gancho de venta. Continuó el daño en la segunda ronda, el maltrato Mtagwa y enviándolo a dos veces más antes de la pelea fue detenida. 
El 27 de marzo de 2010 a Hamburgo, Alemania Gamboa domina boxeador argentino Jonathan Víctor Barros en doce asaltos para retener el título pluma de la AMB con una decisión unánime.

### Contra Salido
El 11 de septiembre de 2010 Gamboa peleó contra Orlando Salido para unificar los títulos AMB y FIB peso pluma, ganando por decisión unánime propinando la undécima derrota a Salido. En el octavo asalto, Salido había puesto en la lona a Gamboa con un relampagueante cross derecho. En el penúltimo, un cabezazo abrió una cortada en la frente de Salido y para el último Salido tocó el piso con su guante tras un golpe de Gamboa. Segundos más tarde, Gamboa volvió a acometer contra Salido pero se le descontaron dos puntos por golpear en la parte posterior de la cabeza de Salido, quien terminó en la lona hasta que se recuperase de ese embate en una caída donde por los repetidosgolpes de conejo no hubo cuenta oficial del referee Joe Cortés. Con esta victoria, Gamboa se convirtió en el primer boxeador cubano en celebrar el título mundial IBF desde la creación de la organización.

### Contra Jorge Solís
Tras derrotar al mexicano Orlando Salido, abandonó el cinto de la FIB y buscó una nueva defensa de su título de Súper Campeón de la AMB ante el mexicano Jorge "Coloradito" Solís (41-2-2) el 26 de marzo de 2011 en el Boardwalk Hall de Atlantic City, New Jersey, USA. En el combate se volvió a poner en juego el título de la FIB. La pelea tuvo un dominió total del cubano, que mandó a la lona a Solís 2 veces en el segundo asalto, una en el tercero y otras 2 veces en el cuarto, lo que provocó que el referee David Shields detuviera la pelea.

### VS Ponce de León
El 10 de septiembre de 2011 realizaría una nueva defensa de su título mundial pluma, nuevamente ante un mexicano, Daniel Ponce de León (41-3) en el Boardwalk Hall de Atlantic City, New Jersey, USA. Fue una pelea cerrada con un Gamboa que no se sentía cómodo ante un Ponce de León que se defendió muy bien durante el combate, aunque el cubano fue quién llevó la iniciativa y conectó los mejores golpes. De León entraba y golpeaba el cuerpo de Gamboa, aunque este se desplazaba y conectaba rectos al rostro del mexicano. En el octavo asalto un intercambio de golpes provocó que Gamboa y de León chocaran cabezas, lo cual abrió un profundo corte en el rostro del guerrero azteca. Los médicos dictaminaron que el corte era demasiado profundo como para continuar la pelea y el resultado se fue a las cartulinas de los jueces que dieron un doble 80-72 y 79-73 dando la victoria por decisión técnica al todavía campeón Yuriorkis Gamboa.

## Récord Profesional
| 30 Ganadas (18 KOs), 5 Derrotas |        |                        |                          |             |              |                                                               | |
| Res.                            | Record | Oponente               | Fecha                    | Tipo        | Rd., Tiempo  | Localidad                                                     | Notas |
| D                               | 30-5   | Isaac Cruz             | 16 de abril de 2022      | TKO         | 5            | Estadio AT&T, Arlington, Texas.                               | |
| D                               | 30-4   | Devin Haney            | 7 de noviembre de 2020   | UD          | 12           | Seminole Hard Rock Hotel and Casino, Hollywood                | Por el título mundial de la WBC del peso ligero.                                                             |
| D                               | 30-3   | Gervonta Davis         | 28 de diciembre de 2019  | TKO         | 12           | State Farm Arena, Atlanta                                     | Por el título mundial vacante de la WBA del peso ligero.                                                     |
| V                               | 30-2   | Roman Martinez         | 27 de julio de 2019      | KO          | 2 (10), 2:00 | Royal Farms Arena, Baltimore                                  | |
| V                               | 29-2   | Miguel Beltran Jr      | 10 de noviembre de 2018  | UD          | 10           | Miami-Dade County Fair & Expo, Miami                          | |
| V                               | 28-2   | Jason Sosa             | 25 de noviembre de 2017  | MD          | 10           | The Theater at Madison Square Garden, New York City, New York | |
| V                               | 27-2   | Alexis Reyes           | 12 de agosto de 2017     | MD          | 10           | Arena Oasis, Cancún, México                                   | |
| D                               | 26-2   | Robinson Castellanos   | 5 de mayo de 2017        | RTD         | 7 (10), 3:00 | Cosmopolitan of Las Vegas, Paradise, Nevada                   | |
| G                               | 26-1   | Rene Alvarado          | 11 de marzo de 2017      | UD          | 10           | Turning Stone Resort Casino, Verona, New York                 | |
| G                               | 25-1   | Hylon Williams Jr.     | 19 de diciembre de 2015  | UD          | 10           | Turning Stone Resort Casino, Verona, New York                 | |
| G                               | 24-1   | Joel Montes de Oca     | 15 de noviembre de 2014  | TKO 6 (12)  | 1:13         | Plaza de Toros, Cancún, Quintana Roo                          | |
| D                               | 23-1   | Terence Crawford       | 28 de junio de 2014      | KO 9 (12)   | 2:53         | Omaha, Nebraska                                               | Por el título mundial de la WBO en la división ligero.                                                       |
| G                               | 23-0   | Darley Pérez           | 8 de junio de 2013       | UD (12)     | 3:00         | Bell Centre, Montreal, Quebec                                 | Gana el título interino de la WBA en la división ligero.                                                     |
| G                               | 22-0   | Michael Farenas        | 8 de diciembre de 2012   | UD (12)     | 3:00         | MGM Grand, Las Vegas, Nevada                                  | Ganó el título Interino de la WBA.                                                                           |
| G                               | 21-0   | Daniel Ponce de León   | 10 de septiembre de 2011 | TD 8 (12)   | 1:24         | Boardwalk Hall, Atlantic City, Nueva Jersey                   | |
| G                               | 20-0   | Jorge Solís            | 26 de marzo de 2011      | TKO 4 (12)  | 1:31         | Boardwalk Hall, Atlantic City, New Jersey                     | Retuvo el título de Supercampeón Pluma de la WBA. Pierde el título IBF al no poder dar el peso a la primera. |
| G                               | 19-0   | Orlando Salido         | 11 de setiembre de 2010  | UD 12 (12)  | 3:00         | Palms Casino Resort, Las Vegas, Nevada                        | Retuvo el título de Super Campeón Pluma de la WBA y ganó el título vacante de la IBF.                        |
| G                               | 18-0   | Jonathan Víctor Barros | 27 de marzo de 2010      | UD 12 (12)  | 3:00         | Hamburgo, Alemania                                            | Retuvo el título Pluma de la WBA.                                                                            |
| G                               | 17-0   | Rogers Mtagwa          | 23 de enero de 2010      | KO 2 (12)   | 2:35         | New York City, New York                                       | Retuvo el título Pluma de la WBA.                                                                            |
| G                               | 16-0   | Whyber García          | 10 de octubre de 2009    | TKO 4 (12)  | 0:58         | New York City, New York                                       | Retuvo el título Pluma de la WBA.                                                                            |
| G                               | 15-0   | José Rojas             | 17 de abril de 2009      | TKO 10 (12) | 1:31         | Primm, Nevada                                                 | Ganó el título interino Pluma de la WBA.                                                                     |
| G                               | 14-0   | Walter Estrada         | 20 de febrero de 2009    | KO 1 (8)    | 0:35         | Fort Lauderdale, Florida                                      | |
| G                               | 13-0   | Roger González         | 9 de enero de 2009       | TKO 10 (10) | 2:12         | Primm, Nevada                                                 | |
| G                               | 12-0   | Marcos Ramírez         | 4 de octubre de 2008     | KO 2 (10)   | 1:41         | Temecula, California                                          | |
| G                               | 11-0   | Al Seeger              | 18 de julio de 2008      | TKO 1 (10)  | 2:30         | Primm, Nevada                                                 | Ganó el título vacante Pluma de la WBO NABO.                                                                 |
| G                               | 10-0   | Darling Jiménez        | 17 de mayo de 2008       | UD 10 (10)  | 3:00         | Atlantic City, New Jersey                                     | Ganó el título vacante Superpluma Internacional del WBC.                                                     |
| G                               | 9-0    | Johnnie Edwards        | 22 de febrero de 2008    | TKO 1 (10)  | 1:34         | Fort Lauderdale, Florida                                      | Ganó el título vacante Superpluma de la NABF.                                                                |
| G                               | 8-0    | Gilberto Luque         | 15 de enero de 2008      | TKO 1 (8)   | 1:54         | Atlantic City, New Jersey                                     | |
| G                               | 7-0    | Adailton de Jesús      | 30 de octubre de 2007    | TKO 6 (6)   | 0:35         | Hollywood, Florida                                            | |
| G                               | 6-0    | Samuel Kebede          | 19 de octubre de 2007    | TKO 1 (6)   | 2:11         | Berlín, Germany                                               | |
| G                               | 5-0    | Néstor Hugo Paniagua   | 21 de setiembre de 2007  | KO 1 (6)    | 1:05         | Lübeck, Schleswig-Holstein, Alemania                          | |
| G                               | 4-0    | Thomas Hengstberger    | 2 de setiembre de 2007   | TKO 1 (4)   | 1:04         | Berlín, Alemania                                              | |
| G                               | 3-0    | Joel mayo              | 6 de julio de 2007       | TKO 2 (4)   | 0:35         | Hamburgo, Alemania                                            | |
| G                               | 2-0    | Araik Sachbazjan       | 16 de junio de 2007      | TKO 3 (6)   | 3:00         | Ankara, Turquía                                               | |
| G                               | 1-0    | Alexan Manvelyan       | 27 de abril de 2007      | UD 4 (4)    | 3:00         | Hamburgo, Alemania                                            | |

### Entrenador
El 26 de octubre de 2011, Gamboa contrato como entrenador al famoso Emanuel Steward; no obstante, éste moriría el 25 de octubre de 2012.